# Конституция Греции (1927)
Конституция Греции 1927 года — конституция, действовавшая в течение большего периода Второй Греческой Республики (1924–1935). Республика была провозглашена в 1924 году, но предложенная конституция 1925 года так и не была реализована из-за диктатуры Теодороса Пангалоса в 1925–1926 годах. После свержения Пангалоса была составлена новая конституция, которая опиралась на предыдущую конституцию 1911 года, но вносила в нее несколько значительных поправок.
Новая конституция 1927 года состояла из 127 статей. Любые упоминания греческой монархии были удалены, была установлена парламентская республика с двухпалатным законодательным органом и избираемым президентом в качестве церемониального главы государства. В частности, впервые был формализован доселе неписаный принцип парламентского большинства (δεδηλωμένη). Действие конституции 1927 года было приостановлено в октябре 1935 года, что было связано с военным переворотом под руководством Георгиоса Кондилиса. который сверг Республику и восстановил монархию, вернув в силу конституцию 1911 года. Тем не менее, элементы конституции 1927 года нашли свое место в греческой конституции 1952 года.
Конституция стала результатом политических процессов, последовавших за малоазийской катастрофой. Парламент, избранный на выборах 7 ноября 1926 года, был должен ратифицировать Конституцию, подготовленную правительством Георгиоса Кондилиса и опубликованную 22 сентября 1926 года. Текст готовился в Четвёртом учредительном собрании и в комитете Александроса Папанастасиу в 1925 году ещё во время диктатуры Пангалоса. Для работы над ратификацией, парламент создал комитет из 30 членов, с пропорциональным распределением партий. Последовало 27 сессий дебатов с января по май 1927 года. Конституция была принята 2 июня 1927 года и опубликована в правительственной газете на следующий день, 3 июня 1927 года.